# Ursula Arnold-Cramer
Ursula Arnold-Cramer (* 26. Mai 1952 in Recklinghausen) ist eine deutsche Politikerin (SPD). Sie war Abgeordnete der Bremischen Bürgerschaft und Landesschatzmeisterin ihrer Partei in der Freien Hansestadt Bremen.

## Biografie

### Ausbildung und Beruf
Arnold-Cramer absolvierte nach dem Besuch eines Gymnasiums in den Jahren 1972 bis 1974 eine Banklehre in Bremen. Zwischen 1974 und 1979 studierte sie Wirtschaftswissenschaften und Sport an der Universität Münster und schloss als Diplom-Kauffrau ab. In den Jahren 1979 bis 1985 war sie Mitarbeiterin einer Großbank und einer Wirtschaftsprüfungsgesellschaft mit dem Tätigkeitsschwerpunkt Kreditgeschäft. 

### Politik
Arnold-Cramer ist seit dem Jahr 1969 SPD-Mitglied. Sie war von 1998 bis 2008 als Landesschatzmeisterin Mitglied im geschäftsführenden Landesvorstand. In der SPD ist sie Mitglied der Arbeitsgemeinschaft Sozialdemokratischer Frauen (ASF) und des Arbeitskreises Schafferinnen, der in Anlehnung an das männerdominierte Bremer Schaffermahl jährlich das Schafferinnenmahl als Netzwerkveranstaltung und Forum für Frauen ausrichtet. Sie war in den Jahren 1998 bis 2008 Vorsitzende der ASF Bremen-Nord und Mitglied im Bremer ASF-Landesvorstand und von 2002 bis 2006 Mitglied im Bundesvorstand des ASF. 
Arnold-Cramer war in den Jahren 1999 bis 2011 Mitglied der Bremischen Bürgerschaft und von 1999 bis 2007 als Schriftführerin Mitglied des Vorstands der Bremischen Bürgerschaft.
Sie war vertreten in den Ausschüssen für Krankenhäuser (Stadt und Land), Gleichstellung der Frau, Petitionen (Stadt und Land), Haushalt- und Finanzen (Stadt und Land), Rechnungsprüfung (Stadt und Land) sowie in den Betriebsausschüssen Gebäude- und TechnikManagement, Musikschule Bremen, Performa Nord, Stadtbibliothek Bremen und Bremer Volkshochschule, Werkstatt Bremen und in der Deputation für Arbeit und Gesundheit.
Schwerpunkte ihrer politischen Arbeit ist die Gleichberechtigung von Mann und Frau, insbesondere hierbei Frauengesundheit und Gewalt gegen Frauen.
Seit dem Jahr 1985 ist sie ehrenamtliche tätig bei verschiedenen Initiativen und Verbänden auf Landes- und Bundesebene im Gesundheits- und Behindertenbereich.